# Финов (аэродром)

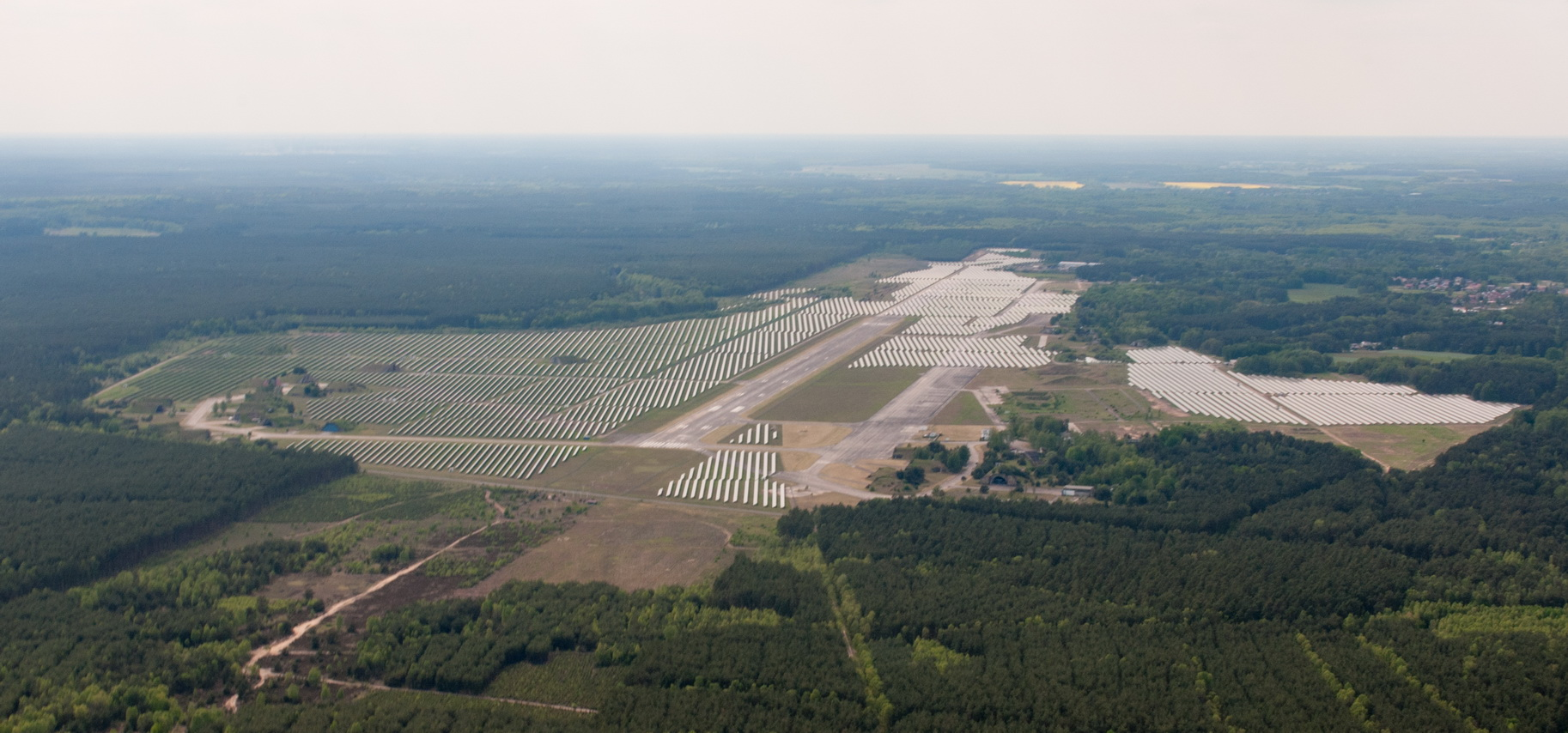

Аэродром Финов (англ. Finow) — военный аэродром, расположенный вблизи города Эберсвальде земли Бранденбург, Германия.

## История
Первые земельные работы по подготовке к строительству аэродрома проведены в 1937 году, в 1938 году началось строительство аэродрома. В период с 1940 по 1941 г. было оборудовано две взлетно-посадочные полосы длиной 1050 и 960 метров. В северной части летного поля были возведены первые пять ангаров для самолетов, железнодорожная ветка и административные помещения, жилые бараки и склады. В июне 1941 г. был завершен основной этап строительства. На аэродроме были размещены части Люфтваффе и школа обучения первоначальной летной подготовки, а с 1943 года — также размещались курсы подготовки планеристов. В марте 1943 г. аэродром впервые был подвергнут бомбардировкам союзников. С 1944 года на аэродроме базировались подразделения Люфтваффе на самолетах Bf-110 и Junkers Ju 88, Heinkel He 219 Uhu. С 26 апреля 1945 года аэродром был занят советскими войсками.
На аэродроме с 1945 года по 1993 годы базировались:
- 3-й бомбардировочный авиационный Бобруйско-Берлинский ордена Суворова корпус (базировались штаб и управление; с мая 1945 года по 1951 год. В 1949 году переименован в 80-й бомбардировочный авиационный Бобруйско-Берлинский ордена Суворова корпус)[1];
  - 301-я бомбардировочная авиационная Гомельская ордена Кутузова дивизия (с мая 1945 года по 1951 год. В 1949 году переименована в 268-ю бомбардировочную авиационную Гомельскую ордена Кутузова дивизию[1]:
    - 34-й бомбардировочный авиационный Ташкентский Краснознаменный орденов Суворова и Кутузова полк (Пе-2, с апреля 1945 года по 1949 год, перебазирован на аэродром Финстервальде);
- 273-я истребительная авиационная дивизия (с апреля 1945 года по конец мая 1945 года):
  - штаб и управление дивизии,
  - 67-й гвардейский истребительный авиационный полк на самолетах P-39 Аэрокобра;
- 2-я гвардейская штурмовая авиационная дивизия (с апреля 1945 года по конец мая 1945 года):
  - штаб и управление дивизии,
  - 58-й гвардейский штурмовой авиационный полк (Ил-2, в период с мая 1945 года по июль 1945 года);
  - 59-й гвардейский штурмовой авиационный полк (Ил-10, в период с мая 1945 года по июль 1945 года);
  - 78-й гвардейский штурмовой авиационный полк (Ил-10, в период с мая 1945 года по июль 1945 года);
  - 79-й гвардейский штурмовой авиационный полк (Ил-2, в период с мая 1945 года по июль 1945 года);
- 175-я истребительная авиационная дивизия (с августа 1949 года по октябрь 1951 года):
  - штаб и управление дивизии,
  - 347-й истребительный авиационный Радомский Краснознаменный полк (Як-9П, МиГ-15)
- 125-я истребительная авиационная дивизия (с октября 1951 года по октябрь 1956 года):
  - штаб и управление дивизии;
  - 33-й истребительный авиационный полк (МиГ-15);
  - 730-й истребительный авиационный полк (МиГ-15, МиГ-17);
- 16-я гвардейская истребительная Свирская Краснознаменная авиационная дивизия (с 6 октября 1970 года по 11 мая 1993 года):
  - 787-й истребительный авиационный полк (МиГ-21 СМ (1970—1976); МиГ-23 М, МЛ; (1976 — 09.1989); МиГ-25 ПД (1982 — 08.1989); МиГ-29 (08.1989 — 1993));
- 132-я бомбардировочная авиационная Севастопольская дивизия (с 1956 года по 1967 год):
  - 668-й бомбардировочный авиационный полк (с 1956 года по 1967 год:Ил-28(1951—1965); Як-28 И/Л (1965—1974), Як-28 ПП);
  - 277-й бомбардировочный авиационный Млавский Краснознаменный полк (с 1967 по 1968 год, Як-28)[2];
- 277-й бомбардировочный авиационный Млавский Краснознаменный полк (с 1968 по октябрь 1970 года, Як-28, Ил-28);
- 787-й истребительный авиационный полк (с 06.10.1970 по 11 мая 1993 года, МиГ-21, МиГ-23, МиГ-25ПД, МиГ-29). Выведен в Россь.

## Разное
- Аэродром использовался в период Холодной войны для размещения истребителей МиГ-25ПП из состава 787-го иап для выполнения перехватов американского высотного разведчика SR-71 Blackbird, целью которого являлись разведывательные полеты вдоль границы ГДР или через нейтральные воды Балтийского моря в сторону Ленинграда.
- 6 апреля 1966 года экипаж 668-го бап в составе лётчика — капитана Капустина Бориса Владиславовича и штурмана — старшего лейтенанта Янова Юрия Николаевича выполнял плановый полёт на Як-28. На высоте 4 000 метров произошёл отказ двигателей, самолёт стал падать. Экипаж отказался от катапультирования, ценой своей жизни отведя падающий самолёт от жилых кварталов Западного Берлина. Самолёт упал в озеро Штёссензее. Указом Президиума Верховного Совета СССР от 10 мая 1966 года Капустин и Янов награждёны орденами Красного Знамени посмертно. О подвиге написана песня «Огромное небо» (музыка О. Фельцмана, слова Р. Рождественского, исполняет Эдита Пьеха), также создан одноимённый мультфильм.

| МиГ-23 787-го иап на аэродроме | МиГ-29 787-го иап на аэродроме | МиГ-29 787-го иап на аэродроме | 787-го иап на аэродроме |

В 1983 году аэродром был реконструирован, укреплёна взлётно-посадочная полоса.

## Новейшая история

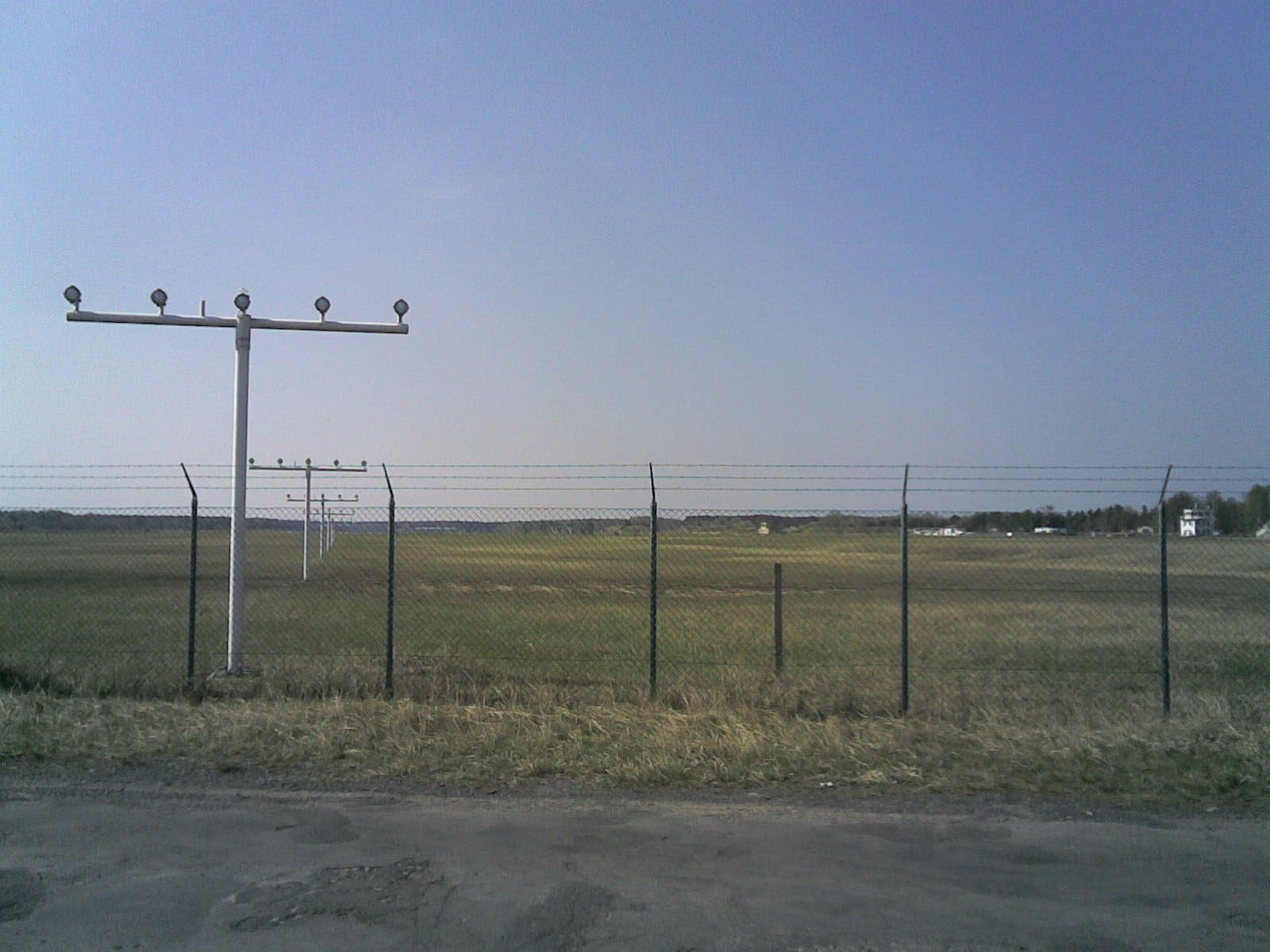
Поле аэродрома

С момента вывода российских вооруженных сил аэродром открыт для гражданской авиации со взлетной массой до 14 т. В западной части летного поля расположен музей авиации Finowfurt, где представлены экспозиции самолетов военной и гражданской авиации с 1910 по 1993 годы.
На базе летного поля в 2007 и 2011 годах состоялись фестивали хакеров клуба Chaos Computer Club.
На территории аэродрома в непосредственной близости от автобана на площади в 315 гектаров размещена фотоэлектрическая установка мощностью 87,4 МВт для производства электроэнергии, стоимостью в 178 млн евро.